# 斯坦尼希夫卡 (日托米爾州)
50°13′13″N 28°42′58″E / 50.22028°N 28.71611°E

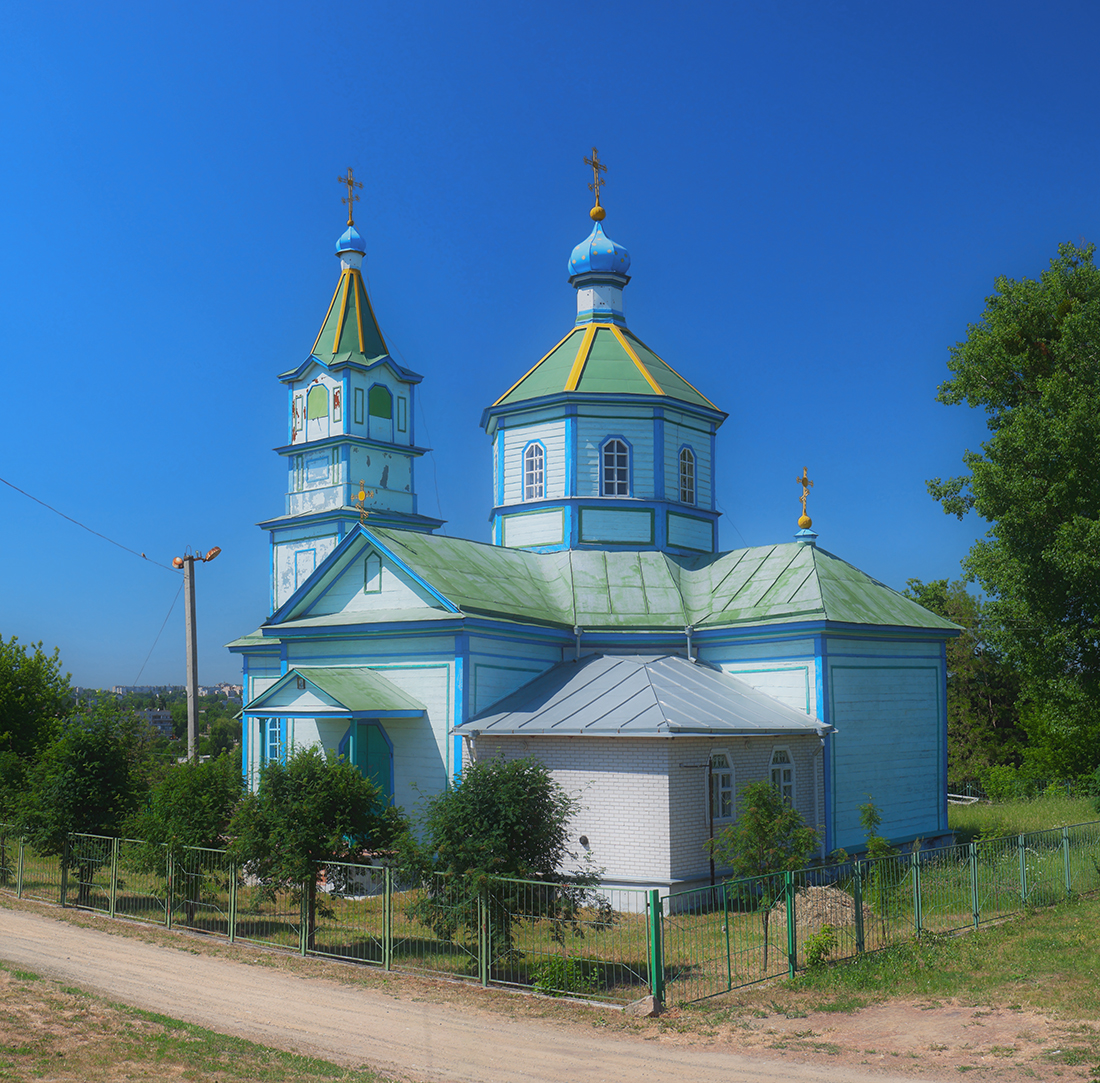
教堂

斯坦尼希夫卡（羅馬化：Stanyshivka）是烏克蘭北部日托米爾州日托米爾區斯坦尼希夫卡市镇内的村落。始建於1616年，面積1.97平方公里，海拔高度208米，2001年人口2,058，人口密度每平方公里1,044.67人。